# Solofabrikken
Solofabrikken i Sønderborg producerede fra 1888 til 1998 margarine af høj kvalitet. Solofabrikken blev i 1930'erne overtaget af hollandske Unilever og blev den ene centrale aktør i Margarinekrigen, hvor Alfa var konkurrenten.
Fabrikken blev grundlagt 1888 i Sønderborg, der på det tidspunkt var under preussisk herredømme. Da Kong Christian den X's Bro blev indviet i 1930, blev der lavet en afstikker til godsbanen på Alssiden, der bl.a. forsynede Solofabrikken.
Begyndende i 1929 blev konkurrencen gradvist skærpet, idet hollandske virksomheders opkøb af danske fabrikker resulterede i kraftige prisfald og en stigende konkurrence. Disse konkurrenter blev efterhånden samlet i firmaet Unilever. Modsvaret på den udenlandske konkurrence blev en fælles prispolitik og regulering, der blev indgået som en tiårig aftale 1931 mellem de tre store danskejede margarineproducenter, Alfa, Solo og Otto Mønsted A/S. Alfa fik tildelt 25% af markedet.
Men Solofabrikken blev i 1930'erne overtaget af Unilever og blev sammen med Korsør Margarinefabrik firmaets danske bastioner. I 1947 blev der via firmaet A/S Margarine-Compagniet etableret et kartelsamarbejde mellem Alfa, Solo (nu overtaget af Unilever) og Otto Mønsted. Ifølge aftalen skulle samarbejdet vare i 25 år. Samtidig blev Otto Mønsteds OMA-navn fælles varemærke. Senere gled Solo-navnet helt ud og margarinekrigen fortsatte mellem Unilever og Alfa.
Solofabrikken blev omkring 2002 jævnet med jorden, og der blev bygget boliger på stedet. Det var et stykke sønderjysk erhvervshistorie, der forsvandt.
54°54′35.64″N 9°47′9.54″Ø / 54.9099000°N 9.7859833°Ø
|  | Denne artikel om en bygning eller et bygningsværk kan blive bedre, hvis der indsættes et (bedre) billede. Du kan hjælpe ved at afsøge Wikimedia Commons for et passende billede eller lægge et op på Wikimedia Commons med en af de tilladte licenser og indsætte det i artiklen. |